# Oxid terbitý
Oxid terbitý (Tb2O3) je jedním ze známých oxidů terbia, které je v něm přítomno v oxidačním stavu III.
Ve směsi s vápníkem má vlastnosti polovodiče typu P. Může být připraven redukcí heptaoxidu tetraterbia Tb4O7 v přítomnosti vodíku při teplotě 1300 °C po dobu působení 24 hodin.